# 죽헌로
죽헌로(Jukheon-ro)는 전라남도 화순군 한천면 모산삼거리에서 화순군 한천면 천면정우리사거리를 잇는 도로이다.

## 주요 경유지
전라남도
- 화순군 (한천면)

## 노선
| 이름               | 접속 노선     | 소재지        | 소재지        | 비고          |
| 학포로와 직결      | 학포로와 직결 | 학포로와 직결 | 학포로와 직결 | 학포로와 직결 |
| ------------------ | ------------- | ------------- | ------------- | ------------- |
| 모산삼거리         |               | 화순군        | 한천면        |               |
| 한천교             |               | 화순군        | 한천면        |               |
| 한천 교차로        | 덕음로        | 화순군        | 한천면        |               |
| 제2한계교          |               | 화순군        | 한천면        |               |
| 오음교             |               | 화순군        | 한천면        |               |
| 제2오음교          |               | 화순군        | 한천면        |               |
| 돗재               |               | 화순군        | 한천면        |               |
| 반곡교             |               | 화순군        | 한천면        |               |
| 한천면정우리삼거리 | 외남로        | 화순군        | 한천면        |               |

## 주요 건물및 시설
- 한천면 행정복지센터 (죽헌로 265/한계리 546-1)
- 한천보건지소 (죽헌로 271/한계리 847-19)
- 농협 능주농협 한천지점 (죽헌로 277/한계리 847-21)
- 농협 능주농협하나로마트 한천점 (죽헌로 277/한계리 847-21)